# Aarlense stadsbus
Het Aarlense stadsbusnet wordt geëxploiteerd door de TEC, entiteit "Namen-Luxemburg". Het stadsbusnetwerk kent anno 2017 twee stadslijnen.

## Wagenpark
Het Aarlense stadsnet wordt integraal door de stelplaats Aarlen gereden. Veel bussen van deze stelplaats kunnen op het stadsnet ingezet worden.

### Huidig wagenpark TEC
De volgende bussen doen anno 2017 dienst op de stadsnet van Aarlen.
| Serie         | Aantal | Fabrikant      | Type         | Opmerking                                                        |
| ------------- | ------ | -------------- | ------------ | ---------------------------------------------------------------- |
| 4.450 - 4.486 | 37     | VDL Jonckheere | Transit 2000 | Worden afwisselend ingezet op de stadslijnen en de streeklijnen. |

### Voormalig wagenpark TEC
Deze volgende bussen deden voorheen dienst op de stadsnet van Aarlen en zijn momenteel buiten dienst.
| Serie        | Aantal | Fabrikant | Type   | Opmerking                                                              |
| ------------ | ------ | --------- | ------ | ---------------------------------------------------------------------- |
| 4.250- 4.251 | 3      | Van Hool  | A508F2 | Gingen in 2003 naar de stadsdienst van Namen toe.                      |
| 4.255-4.256  | 2      | Van Hool  | A508   | Tweedehands bussen uit Aken Werden in 2005 overgeplaatst naar Andenne. |

## Huidige situatie
Anno 2017 zijn er twee stadslijnen. Deze lijnen rijden in een soort van lus door de stad heen. Hieronder een tabel met de huidige stadslijnen die overdag rijden.
| Lijn | Traject             | Frequentie | Voornaamste haltes                                                             |
| ---- | ------------------- | ---------- | ------------------------------------------------------------------------------ |
| 25   | Callemeyn - Hydrion | 30’ - 60’  | TEC ‐ Rue des Genêts, Gare, Espace Didier, Hydrion 1, Hydrion 2                |
| 26   | Semois - Galgenberg | 30’ - 60’  | Rond‐point du Knappchen, Clinique, Espace Semois, Gare, TEC ‐ rue Sainte‐Croix |